# HC Nové Zámky
A HC Nové Zámky (magyar sajtóban használt nevén: Érsekújvári Bikák vagy HC Érsekújvár) egy szlovák jégkorongcsapat melynek Érsekújvárott van a székhelye. A klubot 2011-ben alapították, hazai mérkőzéseit az Érsekújvári Jégcsarnokban játssza. A csapat a szlovák másodosztályú TIPOS Slovenská hokejová ligában játszik. A csapat beceneve szlovákul Býci, magyarul bikák.

## Története

### Kezdetek
Érsekújváron először jégkorongmeccset 1937-ben játszottak, amikor az Érsekújvári Sport Egyesület (ESE) mérkőzött meg a ČsŠK Bratislava csapatával.

### TJ Lokomotiva Nové Zámky
A klubot Érsekújvári Torna Egyletet (szlovákul: Nové Zámky Telovýchovná jednota) néven alapították 1965. augusztus 25-én. Kezdetekben három sportág szakága képviseltette magát a klubban: jégkorong, asztalitenisz, túrasport. Az alapítók nagyrészt jégkorongozók voltak, később ők hozták létre a felnőtt férfi A csapatot, majd ezután neveztek be különböző területi versenysorozatokba.
A jégkorongsport kezdetekben Érsekújváron nehezen lelt otthonra, a legközelebbi jégpálya Nyitra városában volt található, így a mérkőzésekre állandóan utazni kellett, a csapatnak nem volt igazi hazai pályája. Egészen 1974-ig állt fenn ez az állapot, ekkor megépítették a klub saját pályáját. Ugyanebben az éven alakult meg a klub utánpótlás-szakosztálya, szintén első lépésként területi bajnokságokba nevezve. 
Az 1970-es években iskolai központokat épültek, míg az 1980-as években befedésre került a jégcsarnok, így kialakult a csapatnak ma is otthont adó Zimný Stadion
1986-ban a felnőttek indulási jogot kaptak a nemzeti bajnokság másodosztályába. Az 1989-90-es szezonban a klubvezetés még több energiát fektetett az utánpótlás nevelésbe, egészen az 5-8. osztályos korcsoportoktól kezdve.

### HK Lokomotíva Nové Zámky
A 2006-2007-es idény több nagy változást is hozott. Új elnöke lett a klubnak, Pavol Uhrint egy év után a mai is az egyesület élén álló František Sucharda váltotta. A csapat HK Lokomotíva Nové Zámky néven a másodosztálynak megfelelő szlovák első ligában szerepelt. A következő szezonban új klubszíneket kapott a csapat és a Budapest Starsal egyesülve elindult a magyar ligában is. A csapatot nem kerülték el az anyagi gondok így főleg a fiatalokra támaszkodtak, 2009-ben lemondott a klub elnöki tisztségéről Sucharda Ferenc, ami a csapat vissaesését jelentette, a csapat már csak a harmadosztályba nevezett.

### HC Nové Zámky
2011. március 23-án alakult meg a ma ismert HC Micron Nové Zámky, az 1965-ben alapított csapat jogutódjaként a Lokomotíva utánpótlásképzésére támaszkodva. A Szlovák Jégkorongszövetség 2011. április 20-án felvette tagjai közé a csapatot, akik a szlovák másodosztályban, majd a következő idénytől a regionális MOL Ligában indultak. A Szlovák Jégkorongszövetség élére újból megválasztott Igor Nemeček nem támogatta az Érsekújvár újbóli indulását a MOL-ligában, így a 2015-2016-os szezonra már nem vett részt a bajnokságban.
Három idényen keresztül szerepeltek a magyar-szlovák-román sorozatban, a 2013-2014-es idényben pedig megszerezték a bajnoki címet.
A 2024-25-ös szezon alapszakaszában az utolsó helyen végeztek az érsekújváriak, így 9 lejátszott szezon után kiestek a szlovák első osztályból.

## Helyezések

### MOL Liga
- 1. hely: 2013-14
- 2. hely: 2014-15
- 4. hely: 2012-13

### 2. hokejová liga
- 1. hely: 2014-15
- 6. hely: 2011-12, 2013-14
- 7. hely: 2012-13

### 1. hokejová liga
- 1. hely: 2015-16

### Szlovák Extraliga
- 7. hely: 2022-23
- 8. hely: 2016-17, 2017-18, 2020-21
- 9. hely: 2018-19
- 11. hely: 2019-20, 2021-22, 2023-24
- 12. hely: 2024-25 (kiesett)

## Statisztikák

### 2. hokejová liga
| Nyugati csoport | Nyugati csoport | Nyugati csoport | Nyugati csoport | Nyugati csoport | Nyugati csoport | Nyugati csoport | Nyugati csoport | Nyugati csoport | Rájátszás a feljutásért                   |
| Szezon          | LM              | GY              | GY. H.          | V. H.           | V               | G               | P               | Helyezés        | Csoportgyőztesek osztályzója              |
| --------------- | --------------- | --------------- | --------------- | --------------- | --------------- | --------------- | --------------- | --------------- | ----------------------------------------- |
| 2011–12         | 18              | 6               | 1               | 2               | 9               | 90-83           | 18              | 6.              | -                                         |
| 2012–13         | 24              | 4               | 2               | 0               | 18              | 84-157          | 16              | 7.              | -                                         |
| 2013–14         | 21              | 9               | 0               | 1               | 11              | 98-116          | 28              | 6.              | -                                         |
| 2014–15         | 24              | 21              | 0               | 0               | 3               | 171-70          | 63              | 1.              | Győzelem a MHK Bemaco Humenné ellen (2-1) |

### MOL Liga
| Főszezon | Főszezon | Főszezon | Főszezon | Főszezon | Főszezon | Főszezon | Főszezon | Főszezon | Rájátszás                          | Rájátszás                             | Rájátszás                                   |
| Szezon   | LM       | GY       | GY. H.   | V. H.    | V        | G        | P        | Helyezés | Negyeddöntő                        | Elődöntő                              | Döntő                                       |
| -------- | -------- | -------- | -------- | -------- | -------- | -------- | -------- | -------- | ---------------------------------- | ------------------------------------- | ------------------------------------------- |
| 2012–13  | 48       | 26       | 3        | 2        | 28       | 163-137  | 85       | 4.       | -                                  | Vereség a HSC Csíkszereda ellen (0-3) | -                                           |
| 2013–14  | 48       | 25       | 5        | 5        | 13       | 189-152  | 90       | 2.       |                                    | Győzelem a Miskolci JSE ellen (3-1)   | Győzelem a Corona Brasov Wolves ellen (4-2) |
| 2014–15  | 42       | 21       | 5        | 3        | 13       | 171-137  | 76       | 3.       | Győzelem az Újpesti TE ellen (2-1) | Győzelem a Dab. Docler ellen (4-1)    | Vereség a Miskolci JSE ellen (0-4)          |

### 1. hokejová liga
| Főszezon | Főszezon | Főszezon | Főszezon | Főszezon | Főszezon | Főszezon | Főszezon | Főszezon | Rájátszás                              | Rájátszás                                       | Rájátszás                             |
| Szezon   | LM       | GY       | GY. H.   | V. H.    | V        | G        | P        | Helyezés | Negyeddöntő                            | Elődöntő                                        | Döntő                                 |
| -------- | -------- | -------- | -------- | -------- | -------- | -------- | -------- | -------- | -------------------------------------- | ----------------------------------------------- | ------------------------------------- |
| 2015–16  | 41       | 26       | 5        | 2        | 8        | 167-98   | 90       | 2.       | Győzelem a HC Dukla Senica ellen (3-1) | Győzelem a MHk 32 Liptovský Mikuláš ellen (3-0) | Győzelem a HC 46 Bardejov ellen (3-2) |

| Osztályzó az első osztályba jutásért | Osztályzó az első osztályba jutásért | Osztályzó az első osztályba jutásért | Osztályzó az első osztályba jutásért | Osztályzó az első osztályba jutásért | Osztályzó az első osztályba jutásért | Osztályzó az első osztályba jutásért | Osztályzó az első osztályba jutásért | Osztályzó az első osztályba jutásért | Osztályzó az első osztályba jutásért |
| Szezon                               | LM                                   | GY                                   | GY. H.                               | V. H.                                | V                                    | G                                    | P                                    | Helyezés                             | Eredmény                             |
| ------------------------------------ | ------------------------------------ | ------------------------------------ | ------------------------------------ | ------------------------------------ | ------------------------------------ | ------------------------------------ | ------------------------------------ | ------------------------------------ | ------------------------------------ |
| 2015–16                              | 8                                    | 4                                    | 0                                    | 1                                    | 3                                    | 26-22                                | 13                                   | 1.                                   | Feljutott                            |

### Tipos Extraliga
| Főszezon | Főszezon | Főszezon | Főszezon | Főszezon | Főszezon | Főszezon | Főszezon | Főszezon | Rájátszás                                            | Rájátszás                   | Rájátszás                   | Rájátszás                   |
| Szezon   | LM       | GY       | GY. H.   | V. H.    | V        | G        | P        | Helyezés | Negyeddöntő                                          | Elődöntő                    | Döntő                       | Vladimír Dzurilla-kupa      |
| -------- | -------- | -------- | -------- | -------- | -------- | -------- | -------- | -------- | ---------------------------------------------------- | --------------------------- | --------------------------- | --------------------------- |
| 2016–17  | 56       | 17       | 7        | 7        | 23       | 140-164  | 72       | 8.       | Vereség a HC ’05 iClinic Banská Bystrica ellen (1-4) |                             |                             |                             |
| 2017–18  | 56       | 14       | 7        | 4        | 31       | 125-185  | 60       | 8.       | Vereség a HK Nitra ellen (0-4)                       | -                           | -                           | -                           |
| 2018–19  | 57       | 25       | 6        | 5        | 21       | 142-130  | 92       | 7.       | Nem jutott be a rájátszásba                          | Nem jutott be a rájátszásba | Nem jutott be a rájátszásba | Nem jutott be a rájátszásba |
| 2019–20  | 55       | 13       | 6        | 8        | 28       | 143-188  | 59       | 11.      | Nem jutott be a rájátszásba                          | Nem jutott be a rájátszásba | Nem jutott be a rájátszásba | Nem jutott be a rájátszásba |
| 2020–21  | 50       | 14       | 6        | 7        | 23       | 132-140  | 61       | 9.       | Vereség HKM Zvolen ellen (0-4)                       | -                           | -                           | -                           |
| 2021–22  | 50       | 16       | 1        | 3        | 30       | 125-168  | 53       | 11.      | Nem jutott be a rájátszásba                          | Nem jutott be a rájátszásba | Nem jutott be a rájátszásba | Nem jutott be a rájátszásba |
| 2022–23  | 50       | 21       | 6        | 2        | 21       | 143-132  | 77       | 6.       | Vereség HKM Zvolen ellen (1-4)                       | -                           | -                           | -                           |
| 2023–24  | 50       | 16       | 3        | 4        | 27       | 133:159  | 58       | 11.      | Nem jutott be a rájátszásba                          | Nem jutott be a rájátszásba | Nem jutott be a rájátszásba | Nem jutott be a rájátszásba |
| 2024–25  | 54       | 8        | 0        | 5        | 41       | 114:260  | 29       | 12.      | Kiesett a másodosztályba                             | Kiesett a másodosztályba    | Kiesett a másodosztályba    | Kiesett a másodosztályba    |

### Szlovák Kupa
| Csoportkör | Csoportkör | Csoportkör | Csoportkör | Csoportkör | Csoportkör | Csoportkör | Csoportkör | Csoportkör | Rájátszás     |
| Szezon     | LM         | GY         | GY. H.     | V. H.      | V          | G          | P          | Helyezés   | Rájátszás     |
| ---------- | ---------- | ---------- | ---------- | ---------- | ---------- | ---------- | ---------- | ---------- | ------------- |
| 2020–21    | 3          | 1          | 0          | 0          | 3          | 11-8       | 3          | 3.         | Nem jutott be |
| 2023–24    | 3          | 2          | 0          | 0          | 1          | 11-7       | 6          | 2.         | Nem jutott be |

## Játékoskeret
A HC Mikron Nové Zámky 2024-25-ös kerete:
- Vezetőedző  Miloš Holaň
- Segédedző  Erik Čaládi
- Kapusedző  Stanislav Petrík

| Kapusok | Kapusok    | Kapusok      | Kapusok  | Kapusok             | Kapusok  |       |
| ------- | ---------- | ------------ | -------- | ------------------- | -------- | ----- |
| #       |            | Név          | Botfogás | Születési dátum     | Magasság | Súly  |
| 41      | Csehország | Pavel Kantor | J        | 1991. augusztus 17. | 190 cm   | 85 kg |
| 50      | Szlovákia  | Juraj Ovečka | J        | 1999. május 1.      | 197 cm   | 93 kg |
| 32      | Szlovákia  | Viktor Mičík | J        | 2002. augusztus 27. | 183 cm   | 78 kg |

| Védők | Védők      | Védők            | Védők    | Védők                | Védők    |        |
| ----- | ---------- | ---------------- | -------- | -------------------- | -------- | ------ |
| #     |            | Név              | Botfogás | Születési dátum      | Magasság | Súly   |
| 21    | Lettország | Roberts Mamčics  | J        | 1995. április 6.     | 196 cm   | 105 kg |
| 33    | Szlovákia  | Andrej Hatala    | B        | 1997. február 26.    | 182 cm   | 85 kg  |
| 5     | Szlovákia  | Michal Roman     | J        | 1997. december 15.   | 184 cm   | 82 kg  |
| 36    | Szlovákia  | Branislav Ligas  | B        | 2000. január 14.     | 182 cm   | 82 kg  |
| 43    | USA        | Mike Lee         | J        | 1996. április 25.    | 181 cm   | 87 kg  |
| 83    | Szlovákia  | Peter Novajovský | J        | 1989. szeptember 27. | 184 cm   | 85 kg  |
| 17    | Szlovákia  | Michal Laurenčík | J        | 2003. szeptember 26. | 193 cm   | 92 kg  |
| 72    | Szlovákia  | Lukáš Kozák      | J        | 1991. szeptember 29. | 188 cm   | 88 kg  |

| Csatárok | Csatárok   | Csatárok         | Csatárok | Csatárok            | Csatárok |       |
| -------- | ---------- | ---------------- | -------- | ------------------- | -------- | ----- |
| #        |            | Név              | Botfogás | Születési dátum     | Magasság | Súly  |
| 23       | Szlovákia  | Tomáš Mikúš      | J        | 1993. július 1.     | 184 cm   | 86 kg |
| 71       | Szlovákia  | Juraj Mikúš      | B        | 1987. február 22.   | 187 cm   | 91 kg |
| 24       | Szlovákia  | Patrik Števuliak | B        | 1995. december 14.  | 179 cm   | 82 kg |
| 97       | Szlovákia  | Richard Ondrušek | J        | 1997. november 11.  | 189 cm   | 90 kg |
| 89       | Szlovákia  | Peter Šišovský   | J        | 1991. augusztus 15. | 185 cm   | 83 kg |
| 10       | Csehország | Radek Prokeš     | J        | 1995. január 22.    | 186 cm   | 81 kg |
| 9        | USA        | Troy Loggins     | J        | 1995. július 21.    | 175 cm   | 75 kg |
| 11       | USA        | Austin Farley    | J        | 1993. november 10.  | 176 cm   | 76 kg |
| 22       | Szlovákia  | Václav Stupka    | J        | 1986. augusztus 26. | 178 cm   | 86 kg |
| 2        | Csehország | Albert Michnáč   | J        | 1998. október 18.   | 180 cm   | 88 kg |
| 88       | Kanada     | Marco Roy        | J        | 1994. november 5.   | 185 cm   | 85 kg |
| 93       | Szlovákia  | Martin Barto     | J        | 1999. május 18.     | 182 cm   | 74 kg |
| 91       | Szlovákia  | Hugo Kováč       | J        | 2000. június 30.    | 193 cm   | 97 kg |
| 80       | Szlovákia  | Miloš Fafrák     | J        | 1999. július 8.     | 190 cm   | 85 kg |
| 98       | Szlovákia  | Alex Géci        | J        | 2003. augusztus 23. | 190 cm   | 90 kg |

### Vezetőedzők
- Majoross Gergely (2021-2023)[13]
- Erik Čaládi (2023-2023)[14]
- Karri Kivi (2023-2024)[15]
- Erik Čaládi (2024-2024)[16]
- Clark Donatelli (2024-2024)[17]
- Miloš Holaň (2024-napjainkig)

## Klubidentitás

### Logó
A klub logójának az alapja az 1725-re elbontott hatszög alakú érsekújvári vár alaprajza, amin a csapat állataként használt zöld színű bika található.

### Kabala
A csapat kabalája a 2020-ban bemutatott bika, ami Attila névre hallgat a város magyar lakosságára utalva.

## Nézettség
| Szezon  | Átlagos nézőszám | Helyezés a ligában |
| ------- | ---------------- | ------------------ |
| 2021–22 | 825              | 4.                 |
| 2022–23 | 2 414            | 6.                 |
| 2023–24 | 1970             | 11.                |
| 2024–25 | 1199             | 11.                |

## Jégcsarnok

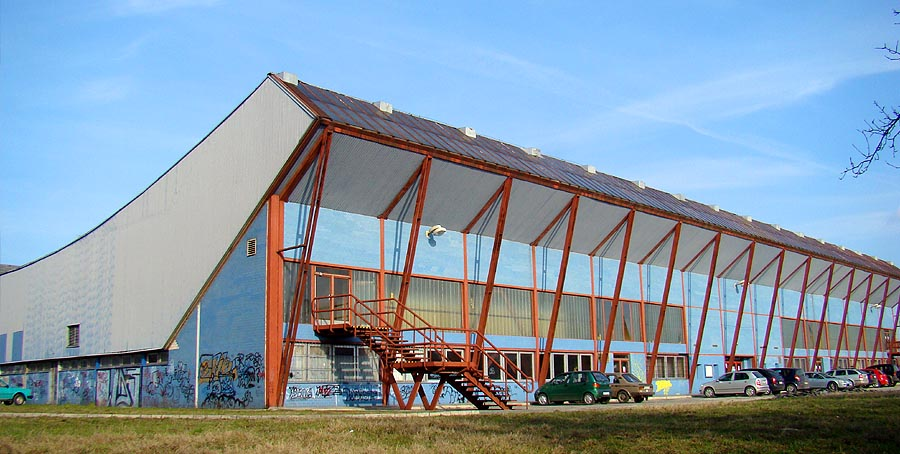
Az Érsekújvári Jégcsarnok

A csapat jelenleg használt jégcsarnoka az Érsekújvári Jégcsarnok, ami a város Dolná Kapsa városrészében található. A jégcsarnok befogadóképessége 3 826 fő.

## Rivalizálások

### HK Nitra
Az érsekújvári és a nyitrai csapat rivalizálása 2016 óta van jelen, amikor az érsekjúvári csapat feljutott a szlovák elsőosztályba. A két csapat székhelye egyaránt a Nyitrai kerületben van, ezért hívják sokszor kerületi rangadónak (krajské derby) nevezik, aminek keretében a kerület két legnagyobb városa mérkőzik meg egymással.